# Capture (groupe)
Pour les articles homonymes, voir Capture.
Capture, anciennement Capture the Crown, est un groupe australien de metalcore, originaire de Sydney, en Nouvelle-Galles du Sud, actif entre 2010 et 2020. Le groupe est formé en 2010. Les membres fondateurs sont Blake Ellis, guitariste puis bassiste, Jye Menzies, guitariste et Jeffrey Wellfare, chanteur. Leur premier single, You Call That a Knife? This Is a Knife!, est un succès sur YouTube. Il obtient cinq millions de vues dans l'année qui suit sa publication. 
Le groupe est considéré comme l'Asking Alexandria australien par les critiques. Le premier batteur Tyler March, originaire des États-Unis, a été le seul membre non australien. Kris Sheehan, qui a joué dans le groupe Curse at 27 avec Wellfare, rejoint le groupe en 2011.

## Histoire

### Débuts et'Til Death(2010–2012)
Le groupe est formé en 2010 à Sydney, en Nouvelle-Galles du Sud, par Blake Ellis à la guitare (plus tard à la basse), Jye Menzies à la guitare, et Jeffrey Wellfare au chant. Le groupe se popularise sur YouTube, en particulier grâce à sa première vidéo de la chanson You Call That a Knife? This Is a Knife!, qui compte cinq millions de vues en l'espace d'un an. Wellfare, Menzies, et Ellis sont d'anciens membres d'un groupe de metalcore local appelé Atlanta Takes State. Ils sont bien accueillis par la scène metal, et loués par d'autres groupes du genre comme Asking Alexandria. Leur batteur, Tyler March (connu sous le surnom de Lone America, et pour avoir joué sur A Late Night Serenade), est le seul membre issu d'un autre pays que l'Australie (Carlisle, Pennsylvanie, aux États-Unis.
Quatre mois plus tard, le 11 mars 2012, le groupe publie un deuxième single, #OIMATEWTF, qui fait participer Denis Shaforostov, du groupe Make Me Famous à cette période, au chant. La vidéo atteint presque les 500 000 vue en moins de six mois. Un mois plus tard, ils publient une reprise de la chanson In My Head de Jason Derulo, qui est suivie par un quatrième single, Ladies and Gentlemen... I Give You Hell, le 1er juillet 2012, atteignant les 350 000 vues en moins de deux mois. Le 20 août 2012, le groupe annonce sa participation à la tournée Talk Your [S]#?!, We'll Give You a Reason Tour de Woe, Is Me, avec notamment Chunk! No, Captain Chunk!, Our Last Night, Secrets, et The Seeking. Le 19 novembre cette même année, le groupe annonce sa participation à la tournée américaine de Of Mice and Men avec Woe, Is Me, Texas in July, et Volumes entre janvier et début février 2013.
Le 24 novembre 2012, le groupe annonce son premier album studio, 'Til Death, le 18 décembre. Ils révèlent ensuite la couverture et la liste des pistes de l’album. En décembre 2012, le groupe signe au label Sumerian Records qui publiera leur nouvel album. Cette annonce s'accompagne d'un clip de la chanson Ladies and Gentlemen...I Give You Hell. Le 13 décembre 2012, le groupe publie un single de leur nouvel album, RVG, sur YouTube. Le 18 décembre 2012 sort le premier album du groupe, 'Til Death, qui est enregistré aux Chango Studios et produit et mixé par Cameron Mizell et masterisé par Joey Sturgis. Il atteint trois classements Billboard dont la 21e place du Top Hard Rock, la septième place du Top Heatseekers, et la 25e place du Top Independent Albums.

### Live Lifeet renvoi de Sumerian (2013–2014)
Le 11 mars 2013, le groupe annonce sa toute première tournée en tête d'affiche. La tournée The Generation Now Tour est organisée du 7 au 26 mai de l'année, avec Palisades, Heartist et Famous Last Words. Le 3 avril 2013, le groupe annonce sa participation au Vans Warped Tour UK avec Rise Against, Yellowcard, Billy Talent, Real Friends et Crossfaith. Leur apparition au Warped Tour britannique s'effectue les 16 et 17 novembre à l'Alexandra Palace de Londres pour la deuxième fois consécutive. Le 4 avril 2013, le groupe est annoncé au 2013 All Stars Tour avec Every Time I Die, Chelsea Grin, Veil of Maya, Terror, Stray from the Path, Iwrestledabearonce, For All Those Sleeping et DayShell. Ils sont rejoints par Volumes, et Structures. Le 20 mai, le groupe publie son nouveau single, Rebearth, en featuring avec Tyler « Telle » Smith (en) de The Word Alive ; ce single est extrait de leur prochain EP, All Hype All Night. Le groupe publiera son nouveau single le 24 mai.
Le 17 juillet 2013, le groupe annonce le commencement de la tournée All Hype All Night Tour le 31 août jusqu'en septembre avec les groupes Secrets, Ice Nine Kills, My Ticket Home et City in the Sea. Le 29 août, le groupe est annoncé à la tournée Scream It Like You Mean It avec Like Moths to Flames, Hawthorne Heights et I Am King. Plus tard dans la journée, le groupe publie le clip lyrique du single All Hype All Night, via Alternative Press, annoncé sur Sumerian Records. Le 30 octobre 2013, Sumerian Records annonce le renvoi de Capture the Crown : « ...Nous sommes maintenant prêts à vous annoncer le départ de Capture the Crown à la suite de divergences créatives et musicales. Nous leur souhaitons bon courage pour l'avenir. » Le groupe, quant à lui, publie sa propre annonce : « On voudrait remercier Sumerian Records pour tout ce qu'ils ont fait pendant notre temps chez eux. À cette période, on était capable de publier notre premier album, allers aux US, tourner avec de grands groupes comme Of Mice and Men, Every Time I Die, Chelsea Grin, Story of the Year et Volumes pour n'en citer que quelques-uns. En ce qui concerne notre situation actuelle, le groupe travaille sur un nouvel album qu'on publiera prochainement. C'est sans doute la fin de quelque chose de bien, et le commencement de quelque chose de fabuleux, ! »
Le 9 novembre 2013, le groupe annonce l'annulation de sa tournée britannique, mais travailler en parallèle sur son nouvel album. Le 3 décembre 2013, le groupe annonce le lancement d'un appel au dons Indiegogo de 10 000 $ pour financer leur EP, Live Life. Le lendemain, le groupe publie une version non masterisée de la chanson Live Life de leur prochain EP. Le 14 décembre 2013, ils sont annoncés en soutien à la tournée The New Kings Tour d'Attila entre fin janvier et février avec I See Stars, Ice Nine Kills et Myka Relocate.

### Reign of TerroretLost Control(2014–2020)
Le 22 décembre 2013, Blake Ellis annonce son départ du groupe. Deux jours plus tard, le groupe publie une photo sur Twitter annonçant Gus Farias du groupe Volumes sur une chanson de leur prochain EP.
Le 5 janvier 2014, Matt Good (de From First to Last) tweete qu'il produira le prochain album de Capture the Crown avec le producteur Taylor Larson (Periphery, Sky Eats Airplane) à Washington D.C.. La journée suivante, le groupe annonce que l'appel aux dons est un succès, avec 22 207 $. Après leur départ de Sumerian Records, le groupe annonce, le 9 avril 2014, sa signature au label Artery Recordings. Le 2 juin 2014, le groupe annonce son nouvel album, Reign of Terror, pour le 5 août 2014. Le 9 juin 2014, le groupe publie la chanson To Whom It May Concern, premier single de l'album. En octobre 2014, le guitariste Jye Menzies annonce son départ du groupe.
En secret en 2015, Joe Abikhair (ex-Hunt the Haunted et Empires Fall) remplace Ryan Seritti à la batterie pour leur tournée australienne. Entre mars et avril 2016, le groupe est annoncé pour une tournée américaine avec Slaves, Myka Relocate, Outline in Color et Conquer Divide. Le 30 juillet 2016, le groupe publie un nouveau single, The Lake, extrait d'un nouvel album prévu pour fin de l'année.
Le 17 mars 2017, le groupe publie sur Instagram une nouvelle vidéo avec son nouveau nom de groupe, Capture. Le groupe fait une pause non annoncée jusqu'en août 2018, date à laquelle il annonce qu'il partirait en tournée avec MyChildren MyBride, Secrets, Earth Groans et Half Hearted sur le Unbreakable 10th Anniversary Tour de MyChildren MyBride en octobre. Le 12 juillet 2019, le groupe publie une nouvelle chanson intitulée No Cure ainsi que l'annonce d'un nouvel album intitulé Lost Control dont la sortie est prévue pour le 16 août 2019. 

## Membres

### Derniers membres
- Jeffrey Wellfare - chant (2010–2020)
- Mitch Rogers - guitare rythmique (2014–2020), guitare solo (2015–2020)
- Maurice Morfaw - guitare basse (2014–2020)
- Alec Hoxsey - batterie (2016–2020)

### Anciens membres
- Blake Ellis – guitare rythmique (2010–2013), guitare basse (2013)
- Jye Menzies – guitare solo (2010–2014)
- Kris Sheehan – guitare basse (2010–2013), guitare rythmique (2013–2014)
- Tyler « Lone America » March – batterie (2010–2014)
- Ryan Seritti - batterie (2014-2015)
- Kyle Devaney - guitare solo (2014–2015)
- Joe Abikhair - batterie (2015–2016)

## Discographie

### Albums studio
- 2012 : 'Til Death
- 2014 : Reign of Terror
- 2014 : Lost Control

### EP
- 2014 : Live Life

### Singles
- 2011 : Ladies and Gentlemen... I Give You Hell (vidéo de 'Til Death)
- 2012 : #OIMATEWTF (featuring Denis Shaforostov de Make Me Famous) (vidéo de 'Til Death)
- 2012 : In My Head (reprise de Jason Derulo)
- 2012 : RVG (vidéo de 'Til Death)
- 2013 : Rebearth (featuring Telle de The Word Alive) (Live Life)
- 2014 : Live Life (featuring Gus Farias de Volumes) (Live Life)
- 2014 : To Whom It May Concern (Reign of Terror)
- 2014 : I Hate You (Reign of Terror)
- 2014 : Make War, Not Love (featuring Alex Koehler de Chelsea Grin) (Reign of Terror)
- 2016 : The Lake

## Vidéographie
- 2011 : You Call That a Knife? This Is a Knife! ('Til Death)
- 2012 : Ladies and Gentlemen... I Give You Hell ('Til Death)
- 2014 : Bloodsuckers (Live Life)
- 2014 : Firestarter (Reign of Terror)